# Železiarne Podbrezová

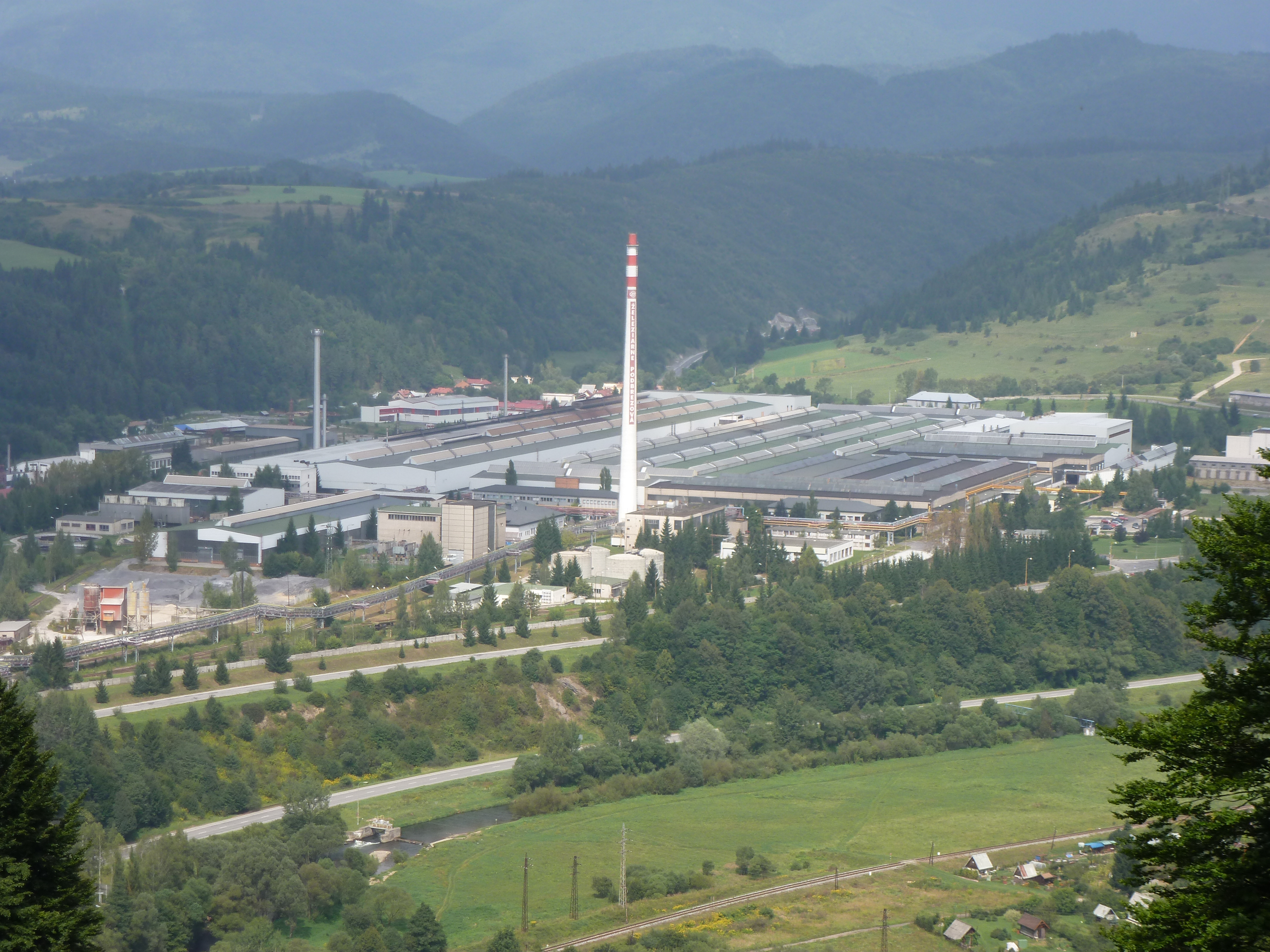
Röhrenwerk des Unternehmens

Železiarne Podbrezová (dt.: Podbrezováer Eisenhütte) ist ein slowakischer Hersteller von Stahlrohren und eines der größten Unternehmen des Landes. Pro Jahr produziert das Unternehmen rund 160.000 Tonnen nahtloser Stahlrohre. Die Produkte von Železiarne Podbrezová finden unter anderem im Maschinen- und Anlagenbau und der Automobilindustrie Anwendung. Im Jahr 2015 beschäftigte das Unternehmen 3123 Mitarbeiter.

## Geschichte
Die 1840 gegründete Eisenhütte trug maßgeblich zur Entwicklung der Ortschaft Podbrezová bei und produzierte zu Beginn Puddeleisen für Schienen, Kochgeschirr und Teile aus Gusseisen. Im Jahr 1879 wurde ein Siemens-Martin-Ofen installiert und im Jahr 1883 begann die Röhrenfertigung. Ab 1930 wurden Rohre im Mannesmann-Verfahren hergestellt. Im Januar 1941 erfolgte eine Eingliederung des ehemaligen Staatsunternehmens in die Reichswerke AG für Waffen- und Maschinenbau „Hermann Göring“. Nach dem Ende des Zweiten Weltkriegs wurde das Unternehmen in der Tschechoslowakei wieder zum Staatsunternehmen, die stark zerstörten Produktionsanlagen wurden allerdings erst ab 1951 wiederaufgebaut.

## Tochtergesellschaften
Zur ŽP-Gruppe gehören mehrere Produktionsgesellschaften in der Slowakei und in Spanien:
- Železiarne Podbrezová a.s. (Podbrezová); Rohre
- ŽIAROMAT a.s. (Kalinovo); Schamotte, feuerfester Beton, Feuerfestmörtel
- Transmesa (Arenys de Mar); Rohre
- KBZ s.r.o. (Košice); Metallschrottverwertung
- ŽP EKO QELET a.s. (Martin); Metallschrottverwertung